# Соффредини, Альфредо
Альфредо Соффредини (итал. Alfredo Soffredini; 17 сентября 1854, Ливорно — 12 марта 1923, Милан) — итальянский композитор, музыкальный критик и музыкальный педагог.
Окончил Миланскую консерваторию, ученик Альберто Мадзукато (композиция) и Франческо Сангалли (фортепиано). По возвращении в Ливорно основал в нём музыкальную школу (с 1879 года носившую имя Луиджи Керубини) — наиболее прогрессивное музыкальное образовательное учреждение в городе; учеником Соффредини с 1876 года был юный Пьетро Масканьи, в котором он первый разглядел незаурядное дарование и на которого значительно повлиял; Соффредини поддерживал молодого композитора несколько лет, первое значительное произведение Масканьи, кантата «В шелкопрядильне» (1881), написано на его текст. Кроме того, Соффредини значительно оживил музыкальную жизнь города, организуя концерты: в частности, по его инициативе в 1893 году было отмечено концертом столетие со дня смерти уроженца Ливорно Пьетро Нардини.
Затем преподавал в Миланской консерватории, одновременно публикуясь как криктик, в том числе в «Миланской музыкальной газете». В 1887—1893 гг. возглавлял её. Ценным источником является написанный Соффредини биографический очерк Альфредо Каталани. В 1901 году опубликовал обзорную книгу об операх Джузеппе Верди.
Автор восьми опер на собственные либретто, из которых наибольшим успехом пользовалась двухактная опера для детей «Маленький Гайдн» (итал. II piccolo Haydn), впервые поставленная в 1889 году в Фаэнце. Детской аудитории был предназначен и ряд других опер Соффредини — «Учитель маленького синьора» (итал. Il maestro del signorino; 1872, Ливорно), «Мудрец» (итал. II Saggio; 1883, Ливорно), «Сальваторелло» (1894, Павия), «Таркизий» (итал. Tarcisio; 1895, Милан), «Аврора» (1897, Павия), «Каприоло» (1913, Тьене) и «Лев» (итал. II leone; 1914, Чезена). Для взрослой аудитории Соффредини написал оперы «Золотой кубок» (итал. La coppa d’oro; 1900, Милан) и «Грациэлла» (итал. Graziella; 1902, Павия), фортепианные и вокальные пьесы.
Имя Соффредини носят улицы (итал. Via Alfredo Soffredini) в Ливорно и Милане.